# Platymantis isarog
Espèce
Synonymes
- Platymantis reticulatus Brown, Brown & Alcala, 1997 nec Zhao & Li, 1984

Statut de conservation UICN

 LC  : Préoccupation mineure
Platymantis isarog est une espèce d'amphibiens de la famille des Ceratobatrachidae.

## Répartition
Cette espèce est endémique de Luçon aux Philippines. Elle se rencontre à une altitude comprise entre 1 200 et 1 800 m sur le mont Isarog.

## Description
Platymantis isarog mesure de 23 à 28 mm pour les mâles et de 28 30 mm pour les femelles. Son dos varie du grisâtre au brun orangé taché de sombre avec parfois une ligne médiane pâle. Ses membres antérieurs sont rayés de sombre. Sa face ventrale présente des taches ou réticulations brunes.

## Étymologie
Son nom d'espèce, isarog, lui a été donné en référence au lieu de sa découverte, le mont Isarog.

## Publications originales
- Brown, Brown et Alcala, 1997 : Species of the hazelae group of Platymantis (Amphibia: Ranidae) from the Philippines, with descriptions of two new species. Proceedings of the California Academy of Sciences, sér. 4, vol. 49, p. 405-421 (texte intégral).
- Brown, Brown, Alcala & Frost, 1997 : Replacement name for Platymantis reticulatus Brown, Brown, and Alcala, 1997 (Ranidae:Raninae). Herpetological Review, vol. 28, p. 131.